# زالکود
زالکود (به مجاری:  Zalkod) یک شهرداری در مجارستان است که در ناحیه شاروش‌پاتاک واقع شده‌است. زالکود ۱۰٫۲۲ کیلومتر مربع مساحت و ۲۹۹ نفر جمعیت دارد.